# Hieracium cernagorae
Hieracium cernagorae es una especie de planta con flor del género Hieracium, de la familia Asteraceae, orden Asterales.

## Distribución
Hieracium cernagorae se distribuye por Yugoslavia.

## Taxonomía
Fue descrita científicamente por Zahn. Fue publicada en Magyar Bot. Lapok 5: 75 (1906).